# Isla Penitencia
Isla Penitencia es el nombre que recibe una isla del país centroamericano de Costa Rica, que administrativamente depende del Cantón de Pococí al norte de la Provincia de Limón, y que geográficamente se encuentra en la desembocadura del Río Tortuguero, frente al Mar Caribe. Posee una superficie estimada en 42,2 kilómetros cuadrados, sus pobladores viven de la pesca y la agricultura.